# O Dia Mais Difícil

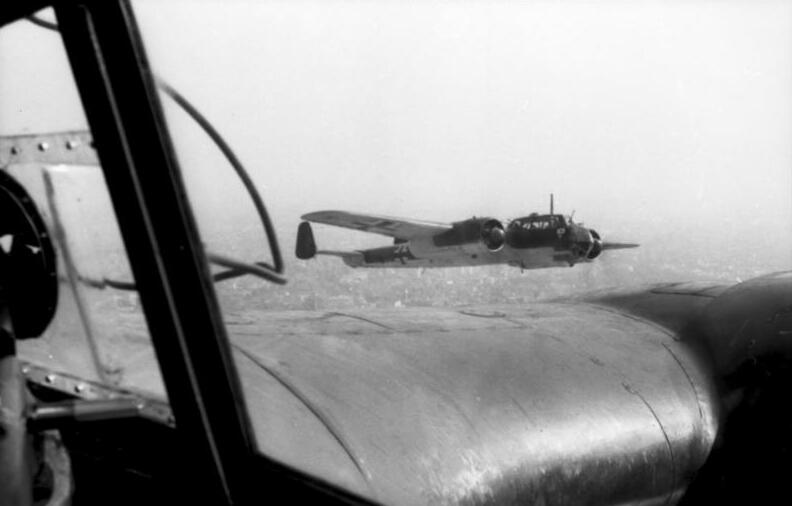
Do 17s em formação cerrada. A vista é para a parte traseira esquerda do assento do piloto.

O Dia Mais Difícil (em inglês: The Hardest Day) foi uma batalha aérea da Segunda Guerra Mundial travada em 18 de agosto de 1940 durante a Batalha da Grã-Bretanha entre a Luftwaffe alemã e a Força Aérea Real Britânica (RAF). Naquele dia, a Luftwaffe fez um esforço total para destruir o RAF Fighter Command. As batalhas aéreas ocorridas naquele dia estavam entre os maiores confrontos aéreos da história até então. Ambos os lados sofreram pesadas perdas. No ar, os britânicos derrubaram o dobro de aeronaves da Luftwaffe que perderam. No entanto, muitas aeronaves da RAF foram destruídas no solo, igualando as perdas totais de ambos os lados. Outras batalhas aéreas grandes e caras ocorreram depois de 18 de agosto, mas ambos os lados perderam mais aeronaves combinadas neste dia do que em qualquer outro ponto durante a campanha, incluindo 15 de setembro, o Dia da Batalha da Grã-Bretanha, geralmente considerado o clímax da luta. Por esse motivo, o domingo, 18 de agosto de 1940, ficou conhecido como "o dia mais difícil" na Grã-Bretanha.
Em junho de 1940, os Aliados foram derrotados na Europa Ocidental e na Escandinávia. Depois que a Grã-Bretanha rejeitou as propostas de paz, Adolf Hitler emitiu a Diretiva nº 16, ordenando a invasão do Reino Unido. A invasão do Reino Unido recebeu o codinome Operação Leão Marinho (Unternehmen Seelöwe). No entanto, antes que isso pudesse ser realizado, a supremacia aérea ou superioridade aérea era necessária para evitar que a RAF atacasse a frota invasora ou fornecesse proteção para qualquer tentativa da Frota Doméstica da Marinha Real de interceptar um desembarque por mar. Hitler ordenou que o comandante-em-chefe da Luftwaffe, Reichsmarschall Hermann Göring, e o Oberkommando der Luftwaffe (Alto Comando da Força Aérea) se preparassem para esta tarefa.

O alvo principal era o RAF Fighter Command. Em julho de 1940, a Luftwaffe iniciou operações militares para destruir a RAF. Ao longo de julho e início de agosto, os alemães atacaram comboios no Canal da Mancha e, ocasionalmente, aeródromos da RAF. Em 13 de agosto, um grande esforço alemão, conhecido como Adlertag (Eagle Day), foi feito contra os aeródromos da RAF, mas falhou. A falha não impediu os alemães de persistirem com ataques aéreos contra a RAF ou sua infraestrutura. Cinco dias depois veio o Dia Mais Difícil.